# フジグラン石井
フジグラン石井（フジグランいしい、英称:Fuji GRAND ISHII）は、徳島県名西郡石井町に所在する、フジ・リテイリングが展開するショッピングセンターである。フジグランとしては徳島県3番目の出店となる。

## 建物
東西に建物が伸びている。西側の1F部分は食品コーナー等で構成され、2Fはゲームセンターやフードコート等で構成されている。東側の1Fは衣料品コーナー等で構成され、2Fは玩具やスポーツ用品コーナー等で構成されている。
駐車場は建物の向かい側と裏側、店舗の3F部分に設けられ、建物の向かい側及び裏側には平面駐車場が設けられている。また、3F部分の駐車場には店舗へのエスカレーター及びエレベーターホールがある。
2023年6月、店舗塔屋・サイン・立看板等を新ロゴに刷新した。

## 主なテナント

### 1階
- it's 花由
- とくぎん れいんぼ〜プラザ
- ドトールコーヒー
- ミスタードーナツ
- マクドナルドフジグラン石井店
- ソフトクリーニング新洗蔵
- エステール
- たこ風船
- フジカラーパレットプラザ
- イルローザ Fruits Box
- 竹内製菓
- grove
- カモミール.アド
- ピンクアドベ
- ライムストーン
- メディコ21石井コスメ店
- ハニーズ
- ハッシュアッシュ
- anyFAM by KUMIKYOKU FAM
- LOVELY
- ビジュー
- ビッグ・スリー
- バッグ、カバンのジュナ
- リフォームブティック
- 銀行ATM
  - 阿波銀行
  - 徳島大正銀行
  - 四国銀行
  - ゆうちょ銀行

### 2階
フードコート
- クレープ&ジェラート アニー
- とっさんらーめん
- 石焼きビビンバ ミョンドンヤ
- さぬきうどん めんた
- 焼そば・いか焼 おがわ亭
- ジャムザキッチン
- シャンテ

専門店
- ヴィレッジヴァンガード
- ホビーゾーン石井店
- Maria Maria
- メガネの愛眼
- タツミヤ
- スペース田中
- STING
- ラルムダンジェ
- MAMAIKUKO
- Mic
- レディースファッション ミモザ
- JUKE·Jinnee
- 鈴屋
- ナムコランド石井店
- Right-on
- ザ・ダイソー
- 元気堂
- リブライト保険市場
- ヴォーグ美容室
- ジオスこども英会話
- エンジョイフォト a-style
- トムズ石井営業所
- ABC-MART
- 染色館 石井店
- TSUTAYA
- ニトリフジグラン石井店

### 別館
- 韓の厨房 じゃんじゃか
- かご花
- まいどおおきに 徳島石井食堂
- DCM 徳島石井店
- TSUTAYA

## 周辺
- 石井町立石井中学校
- 徳島県立名西高等学校
- 石井町役場
- いしいドーム
- 飯尾川

## 交通アクセス
- JR徳島線石井駅下車、車で約5分。
- 徳島バス石井・高原線、竜王団地線「フジグラン石井」下車すぐ。